# Георги Константинов (поет)
Вижте пояснителната страница за други личности с името Георги Константинов.
Георги Константинов Христов е български писател и поет, автор на над тридесет книги поезия и книги за деца. Стиховете му са превеждани на английски, японски, хинди, руски и немски, а книгата му „Туфо, рижият пират“ е издадена на немски, френски, руски, украински, полски и други езици.

## Биография
Георги Константинов е роден на 20 декември 1943 г. в Плевен. Завършва Софийския университет със специалност българска филология в 1967 година. Работи като редактор в Българска телевизия (1967 – 1971), заместник главен редактор на вестник „Народна младеж“ (1972 – 1973), член на Бюрото на ЦК на ДКМС и главен редактор на списание „Родна реч“ (1973 – 1983), главен редактор на списание „Пламък“ (от 1983). Народен представител е в Седмото велико народно събрание (1990 – 1991).
Изключен от Българската комунистическа партия, след публикацията на стихотворението „Квартално събрание“ на първа страница на вестник „Литературен фронт“ през март 1988 година.
Заместник-министър на културата в 1995 година в правителството на Жан Виденов. Главен секретар на Съюза на българските писатели (1997).
Член на българския ПЕН център от 1996 година и негов председател от 2000 до 2014 година. Участвал е в международни поетически форуми в Белград, Стокхолм, Солун, Маастрихт, Мексико Сити, Москва, Охрид, Стружките вечери на поезията и др.
Стиховете си печата за пръв път във вестниците „Народна младеж“ и „Септемврийска победа“ и в списание „Родна реч“.
Автор е на стихотворението, по чийто текст ФСБ създават песента си „Обичам те дотук“. В интервю Константинов твърди, че стихотворението, което е част от любовен цикъл, писан в края на 70-те години, е използвано от ФСБ първоначално без той да бъде питан изобщо.
Председател на журито на националната награда „Владимир Башев“.

## Признание и награди
- Национална награда за поезия на Съюза на българските писатели (1979, 1983),
- Национална награда за детска литература (1978),
- Номиниран за Световната награда за детска литература „Ханс Кристиан Андерсен“ (1994, 1996),
- Medalica Pontificia, Vaticana (1996),
- Национална награда „Петко Р. Славейков“ за детска литература (2001),
- Национална награда „Константин Константинов“ за цялостен принос в детското книгоиздаване (2006),
- Национална награда „Гео Милев“ за цялостно творчество (2007),
- Почетен гражданин на град Плевен.
- Почетен гражданин на София (2023)[8]

### Поезия
- Една усмивка ми е столица (1967)
- Лично време (1974)
- Неграмотно сърце (1978)
- Общителен самотник (1982)
- Път и дом (1988)
- Обичам те дотук (1992)
- Будна кома (1996)
- Дърво и птица (1999)
- Аспиринов сняг (2001)
- Любовно разписание (2005)
- Човекът е въпрос (2005)
- Вечерна дъга (2006)
- Нови стихове. Лирика. Сатира (2007)
- Колхида (2019)
- Непадаща звезда (2020)

### Есеистика
- Поезията като свидетел (2019)

### Книги за деца
- Магаре с крила (1983)
- Туфо, рижият пират в три части (1984 – 1994)
- Приказки за Румпи-Румп (1990)